# Phraatès II
Sauf précision contraire, les dates de cet article sont sous-entendues « avant l'ère commune » (AEC), c'est-à-dire « avant Jésus-Christ ».
Pour les articles homonymes, voir Phraatès.
Phraatès II est roi des Parthes, fils de Mithridate Ier, et règne de 135 à 128.

## Biographie
Phraatès II est attaqué dès le début de son règne par les Séleucides emmenés par Antiochos VII, le frère de Démétrios II Nicator (retenu prisonnier chez les Parthes depuis sa capture), qui, à la tête d'une forte armée, lui reprend la Babylonie et la Médie. Il fait appel à des mercenaires Sakas.
Phraatès II tente de négocier avec Antiochos VII pour gagner du temps mais ce dernier rejette ses propositions. Le roi parthe décide alors de libérer son prisonnier Démétrios II Nicator qui était devenu à la fois son beau-père, car il avait épousé sa fille Laodicé capturée avec lui, et son beau-frère, car sa sœur Rhodogune lui avait été donnée pour femme.
Phraatès II envoie Démétrios II Nicator en Syrie avec des troupes afin qu'il reprenne le trône à son frère. Pendant ce temps, Antiochos VII est attaqué et vaincu par l'armée parthe et il se donne la mort (129). Une partie de ses soldats capturés est incorporée dans l'armée parthe. Il s'agit de la dernière tentative de la dynastie séleucide pour recouvrer les provinces orientales de son ancien empire.
Phraatès II envisage alors une offensive en Syrie mais il doit se retourner contre les auxiliaires Sakas enfin arrivés mais qui, frustrés de leur solde, ravagent l'est des territoires parthes. Phraatès meurt à la tête de ses troupes à la suite de la défection des soldats grecs capturés pendant la campagne précédente, qui se retournent contre les Parthes au moment décisif de la bataille.
À sa mort, son oncle Artaban II lui succède.

## Union
Phraatès II prit pour épouse Laodice de Syrte, une fille du roi séleucide Démétrios II Nicator et de sa première épouse Cléopâtre Théa.